# Christian Nagiller
Christian Nagiller (* 24. Juni 1984 in Hall in Tirol) ist ein ehemaliger österreichischer Skispringer.

## Werdegang
Christian Nagiller wurde bei den Junioren-Weltmeisterschaften 2000 im slowakischen Štrbské Pleso mit österreichischen Mannschaft Weltmeister im Teamwettbewerb. Bei den Junioren-Weltmeisterschaften 2002 in Schonach im Schwarzwald gewann er im gleichen Wettbewerb die Silbermedaille und belegte im Einzel den 26. Rang. Er sprang von 2000 bis 2004 im Weltcup. Sein größter Erfolg war ein Sieg im Januar 2003 im japanischen Hakuba, nur zwei Tage später kam ein 2. Platz im japanischen Sapporo dazu. Es waren die einzigen beiden Einzelpodiumsplätze seiner Karriere.
Am 2. Februar 2003 gelang Nagiller auf der Skiflugschanze am Kulm in Bad Mitterndorf/Tauplitz (Österreich) ein Flug auf 220 Meter. Es gelang ihm zunächst, den Sprung im Auslauf zu stehen, unglücklicherweise löste sich seine rechte Ski-Bindung und er kam noch vor der sogenannten Sturzgrenze zu Fall. Er hätte damit den damaligen Schanzenrekord, den Sven Hannawald nur drei Tage zuvor gesprungen war, um ganze sechs Meter verbessern können, jedoch werden nur gestandene Sprünge gewertet. Nach den guten Leistungen Anfang 2003 in Hakuba und am Kulm wurde er für die Weltmeisterschaften 2003 im italienischen Predazzo nominiert und erreichte dort die Plätze 30 (Normalschanze) und 31 (Großschanze). Kurz danach gewann Nagiller mit der österreichischen Mannschaft den Weltcupwettbewerb in Oslo. In Einzelspringen konnte er aber keine vorderen Plätze mehr erringen und ging überwiegend im Continental Cup an den Start. Seinen letzten internationalen Wettbewerb bestritt Nagiller am Neujahrstag 2006 beim FIS-Cup-Springen in Seefeld.

## Erfolge

### Weltcupsiege im Einzel
| Nr. | Datum           | Ort    | Typ         |
| --- | --------------- | ------ | ----------- |
| 1.  | 23. Jänner 2003 | Hakuba | Großschanze |

### Weltcupsiege im Team
| Nr. | Datum        | Ort  | Typ         |
| --- | ------------ | ---- | ----------- |
| 1.  | 8. März 2003 | Oslo | Großschanze |

### Continental-Cup-Siege im Einzel
| Nr. | Datum             | Ort        | Typ           |
| --- | ----------------- | ---------- | ------------- |
| 1.  | 1. Jänner 2003    | Seefeld    | Normalschanze |
| 2.  | 11. Jänner 2003   | Planica    | Normalschanze |
| 3.  | 12. Jänner 2003   | Planica    | Normalschanze |
| 4.  | 26. Dezember 2003 | St. Moritz | Normalschanze |
| 5.  | 12. Februar 2004  | Westby     | Großschanze   |

## Statistik

### Weltcup-Platzierungen
| Saison  | Platz | Punkte |
| ------- | ----- | ------ |
| 2002/03 | 18.   | 428    |
| 2004/05 | 49.   | 044    |

### Grand-Prix-Platzierungen
| Saison | Platz | Punkte |
| ------ | ----- | ------ |
| 2003   | 41.   | 014    |
| 2004   | 54.   | 004    |